# 墨谷站
墨谷站（：／ Meokgol yeok */?）是首爾地鐵7號線沿線的一座地下車站，位於韓國首爾特別市中浪區墨洞。站名源自所在地名的韓語固有詞。

## 車站結構
站體為2面2線側式月台的地下車站，候車月台設有月台幕門，並有7處出口。

### 月台配置
| 泰陵 ↑ |
| \| 上  |
| ↓ 中和 |

| 月台 | 路線           | 目的地                                         |
| ---- | -------------- | ---------------------------------------------- |
| 上行 | ●首爾地鐵7號線 | 泰陵、蘆原、道峰山、長岩方向                   |
| 下行 | ●首爾地鐵7號線 | 上鳳、高速巴士客运站、新豐、富平區廳、石南方向 |

## 歷史
- 1996年10月11日：落成啟用。

## 車站周邊
- Dunkin' Donuts墨洞店
- 大創百貨墨谷站店
- 儂特利墨洞店
- E-mart墨洞店
- 墨谷公園
- 首爾新墨初等學校
- 首爾墨賢初等學校
- 泰陵中學
- 墨洞郵局
- KB國民銀行墨谷站分行
- 韓國社區信用合作社聯合社（朝鲜语：새마을금고）墨洞花郎總社
- 墨谷派出所
- 中浪川（朝鲜语：중랑천）

## 圖片

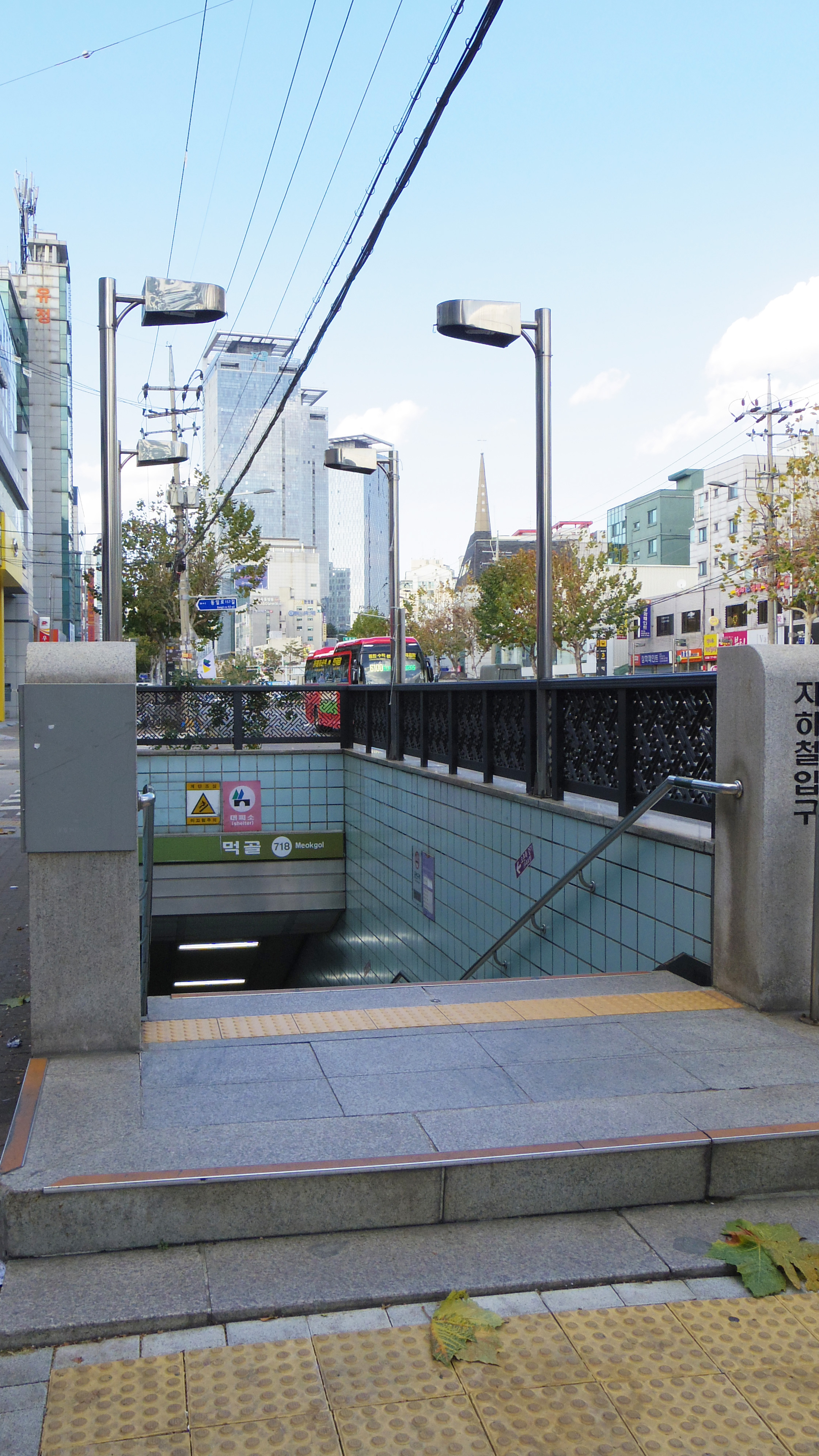
5號出口
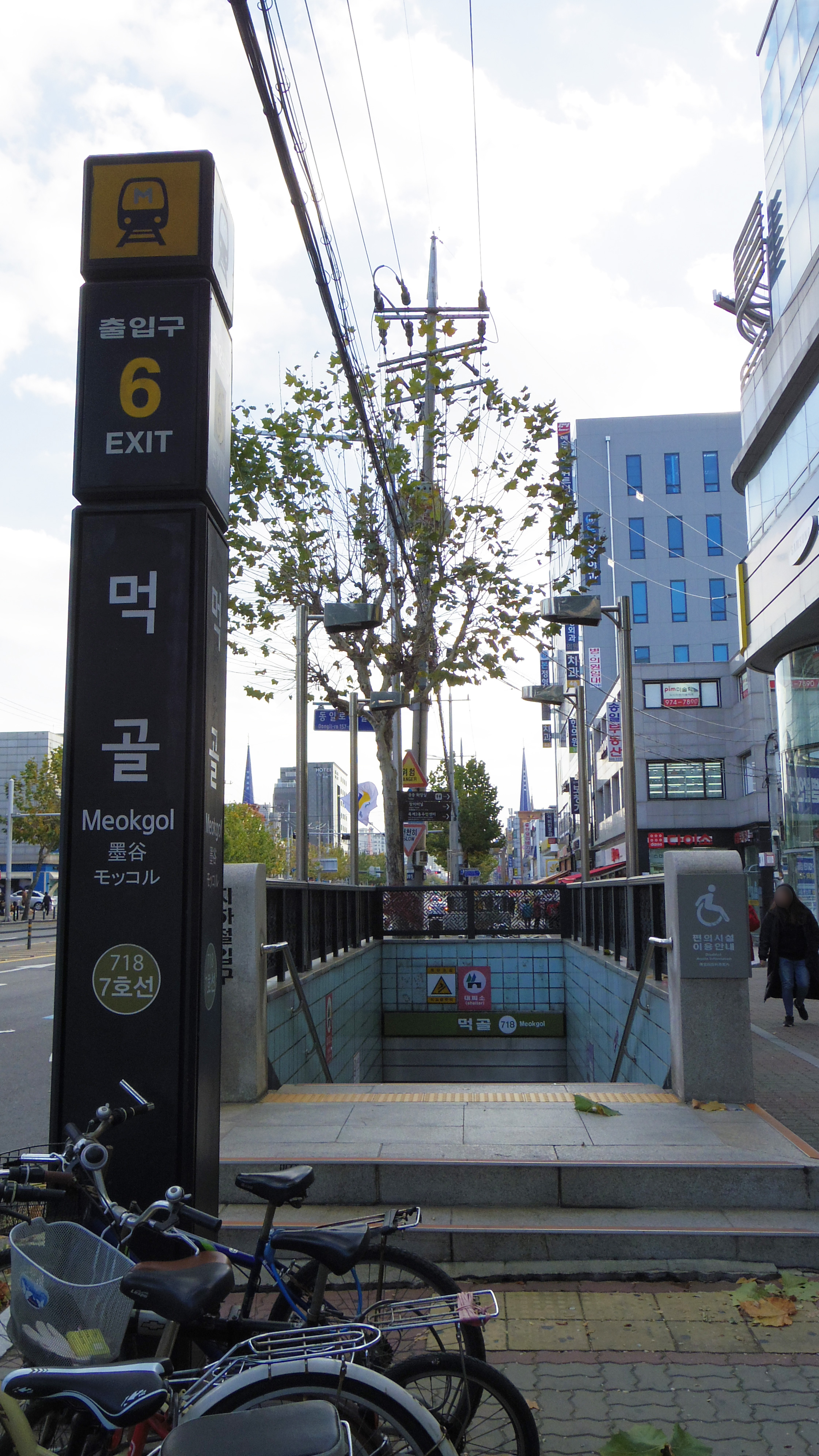
6號出口

## 相鄰車站
首爾交通公社
●首爾地鐵7號線
泰陵（717）－墨谷（718）－中和（719）